# Zypresse von Abarqu

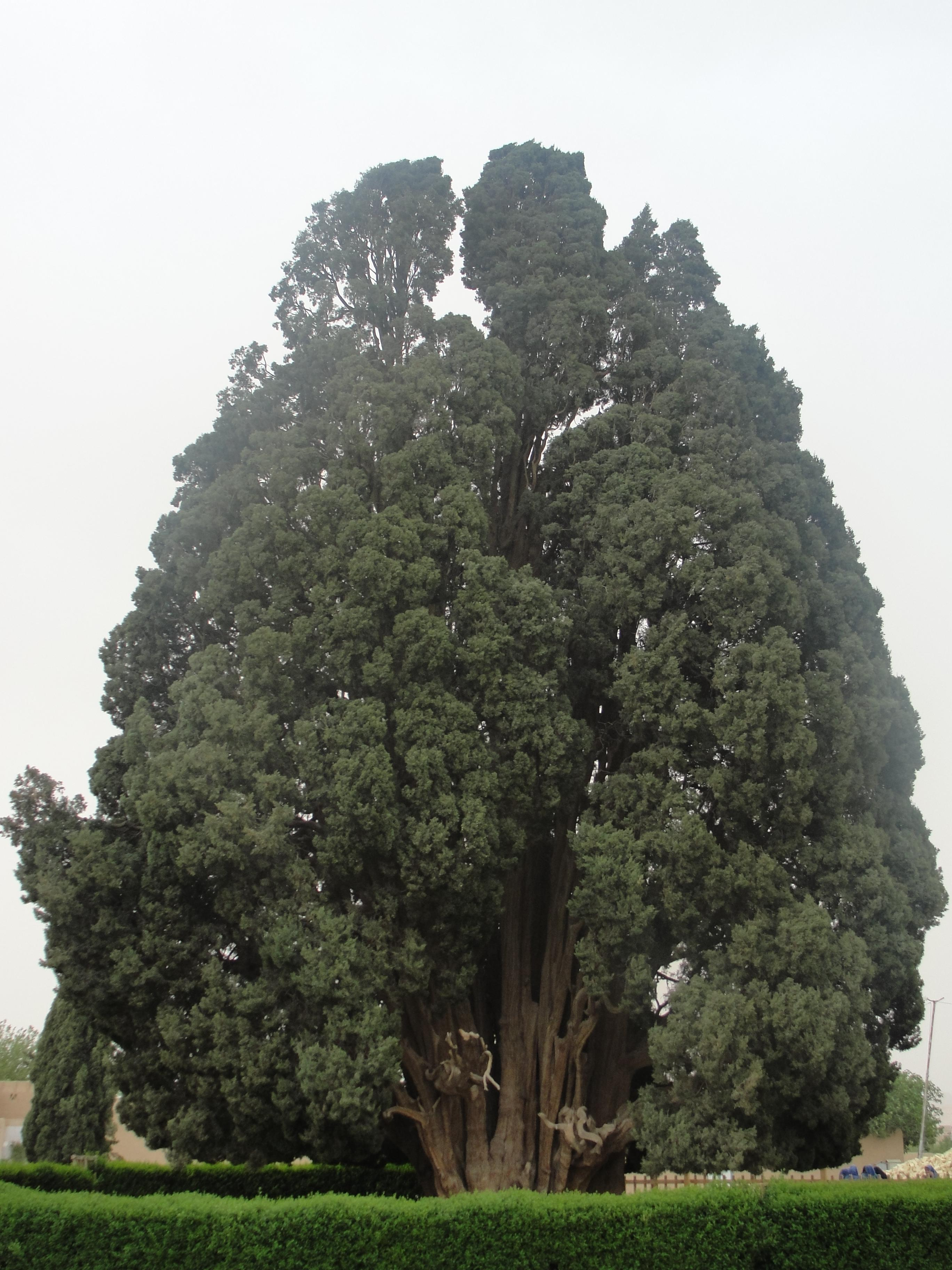
Die Zypresse von Abarqu.

Die Zypresse von Abarqu oder auch Abar Kuh  (persisch سرو ابرکوه Sarv-e Abar-Kuh) ist eine um die 4000 bis 4500 Jahre alte Mittelmeer-Zypresse (Cupressus sempervirens) in der Stadt Abarkuh in der iranischen Provinz Yazd. Sie misst 25 Meter Höhe und der Umfang ihres Stammes beträgt 11,5 Meter. Einer Legende zufolge wurde der Baum durch den Religionsstifter Zarathustra gepflanzt.
In der iranischen Kunst und Kultur ist die Zypresse als Baum ein weitverbreitetes Symbol. Sie steht für Aufrichtigkeit, Wahrhaftigkeit und ewige Jugend. Eine weitere kulturell bedeutende Zypresse des Landes ist die Zypresse von Kaschmar.
Die Zypresse von Abarqu wurde mit anderen Langlebigen Bäume im Iran für die Liste des Weltkulturerbes vorgeschlagen.